# Dovhunî, Ripkî
Dovhunî (în ucraineană Довгуни) este un sat în comuna Malînivka din raionul Ripkî, regiunea Cernihiv, Ucraina.

## Demografie
Componența lingvistică a localității Dovhunî
     Ucraineană (97,01%)
     Rusă (2,99%)
Conform recensământului din 2001, majoritatea populației localității Dovhunî era vorbitoare de ucraineană (97,01%), existând în minoritate și vorbitori de rusă (2,99%).